# SEPT6
SEPT6 (англ. Septin 6) – білок, який кодується однойменним геном, розташованим у людей на X-хромосомі. Довжина поліпептидного ланцюга білка становить 434 амінокислот, а молекулярна маса — 49 717.
| 10         |  | 20         |  | 30         |  | 40         |  | 50         |
| ---------- |  | ---------- |  | ---------- |  | ---------- |  | ---------- |
| MAATDIARQV |  | GEGCRTVPLA |  | GHVGFDSLPD |  | QLVNKSVSQG |  | FCFNILCVGE |
| TGLGKSTLMD |  | TLFNTKFEGE |  | PATHTQPGVQ |  | LQSNTYDLQE |  | SNVRLKLTIV |
| STVGFGDQIN |  | KEDSYKPIVE |  | FIDAQFEAYL |  | QEELKIRRVL |  | HTYHDSRIHV |
| CLYFIAPTGH |  | SLKSLDLVTM |  | KKLDSKVNII |  | PIIAKADAIS |  | KSELTKFKIK |
| ITSELVSNGV |  | QIYQFPTDDE |  | SVAEINGTMN |  | AHLPFAVIGS |  | TEELKIGNKM |
| MRARQYPWGT |  | VQVENEAHCD |  | FVKLREMLIR |  | VNMEDLREQT |  | HTRHYELYRR |
| CKLEEMGFKD |  | TDPDSKPFSL |  | QETYEAKRNE |  | FLGELQKKEE |  | EMRQMFVQRV |
| KEKEAELKEA |  | EKELHEKFDR |  | LKKLHQDEKK |  | KLEDKKKSLD |  | DEVNAFKQRK |
| TAAELLQSQG |  | SQAGGSQTLK |  | RDKEKKNNPW |  | LCTE       |  |            |

A: Аланін

C: Цистеїн

D: Аспарагінова кислота

E: Глутамінова кислота

F: Фенілаланін

G: Гліцин

H: Гістидин

I: Ізолейцин

K: Лізин

L: Лейцин

M: Метіонін

N: Аспарагін

P: Пролін

Q: Глутамін

R: Аргінін

S: Серин

T: Треонін

V: Валін

W: Триптофан

Кодований геном білок за функцією належить до фосфопротеїнів. 
Задіяний у таких біологічних процесах, як взаємодія хазяїн-вірус, клітинний цикл, поділ клітини, диференціація клітин, сперматогенез, ацетилювання, альтернативний сплайсинг. 
Білок має сайт для зв'язування з нуклеотидами, ГТФ. 
Локалізований у цитоплазмі, цитоскелеті, клітинних відростках, хромосомах, центромерах, кінетохорі.